# 昭和会賞
昭和会賞（しょうわかいしょう）は日動画廊が主催する昭和会展の最高賞。洋画界では安井賞(1997年終了)と並んで重要な賞とされてきた歴史がある。昭和会展は1966年に第一回、以降途絶えること無く年に一度開催されている。当初
「昭和生まれの若手作家を中心に、優秀な洋画家・日本画家・彫刻家に与えられるもの」とし、賞の名前の由来ともなったが、出品者は４０歳以下に限られるため現在は昭和生まれからは遠ざかりつつある。
昭和会展ではグランプリに当たる昭和会賞の他、東京海上日動賞、日動美術財団賞(第44回の2009年度に終了)、松村謙三賞(第43回の2008年度に松村賞、翌年から同賞となる)、優秀賞、彫刻賞などがある。

## 理念や方向性
- 時代の流れを踏まえつつ伝統を重んじた技法、表現を尊重している[2]。
- 昭和会賞は第10回のみ彫刻が選定され、ほかは絵画である。
- 昭和会賞の絵画作品はすべて具象絵画である。また優秀賞等の絵画受賞作も具象絵画で占められている。

## 昭和会賞受賞作家
- 第1回　奥谷博（絵画）
- 第2回　福本章（絵画）
- 第3回　浮田克躬（絵画）
- 第4回　小松崎邦雄（絵画）
- 第5回　松樹路人（絵画）
- 第6回　麻生蓉子（絵画）
- 第7回　辻司（絵画）
- 第8回　深澤孝哉（絵画）
- 第9回　湯沢正臣（絵画）
- 第10回　清水良治（彫刻）
- 第11回　今井信吾（絵画）
- 第12回　佐藤泰生（絵画）
- 第13回　奥村光正（絵画）
- 第14回　西大記（絵画）
- 第15回　武本はる根（絵画）
- 第16回　岩戸敏彦（絵画）
- 第17回　大矢英雄（絵画）
- 第18回　堀研（絵画）
- 第19回　松井ヨシアキ（絵画）
- 第20回　玉川信一（絵画）
- 第21回　石垣定哉（絵画）
- 第22回　櫻井孝美（絵画）
- 第23回　安達時彦（絵画）
- 第24回　中西良（絵画）
- 第25回　村田睦夫（絵画）
- 第26回　山田修市（絵画）
- 第27回　安元亮祐（絵画）
- 第28回　山村博男（絵画）
- 第29回　佐藤健吾エリオ（絵画）
- 第30回　宮崎次郎（絵画）
- 第31回　山口高（絵画）
- 第32回　百瀬智宏（絵画）
- 第33回　歳嶋洋一朗（絵画）
- 第34回　該当者なし
- 第35回　阿部直昭（絵画）
- 第36回　小野月世（絵画）
- 第37回　傍島幹司（絵画）
- 第38回　齋正機（絵画）
- 第39回　該当者なし
- 第40回　蛭田均（絵画）
- 第41回　小木曽誠（絵画）
- 第42回　岡本増吉（絵画）
- 第43回　立石真希子（絵画）
- 第44回　美浪惠利（絵画）
- 第45回　仁戸田典子（絵画）
- 第46回　江口美幸（絵画）
- 第47回　奥谷太一（絵画）
- 第48回　中原未央（絵画）
- 第49回　該当者なし
- 第50回　土井久幸（絵画）
- 第51回　吉武弘樹（絵画）
- 第52回　該当者なし
- 第53回　佐藤みちる（絵画）
- 第54回　松本亮平 （絵画）
- 第55回　稲田友加里 （絵画）
- 第56回　内藤亜澄 （絵画）
- 第57回　該当者なし
- 第58回　中村 文俊 （絵画）
- 第59回　林銘君 （絵画）